# Hiroaki Minami
Hiroaki Minami (Japans: 南 弘明 Minami Hiroaki) (Yamaguchi, 21 juni 1934) is een Japans componist en muziekpedagoog.

## Levensloop
Minami studeerde aan de Tokyo National University of Fine Arts and Music (東京藝術大学 Tōkyō Gei-jutsu Daigaku), nu Tokyo University of the Arts in Tokio. Met een studiebeurs heeft hij korte tijd ook in Duitsland gestudeerd. Na zijn terugkomst voltooide hij zijn compositie-studies aan de Tokyo National University of Fine Arts and Music en tegelijkertijd doceerde hij aan het Tokyo College of Music in Ikebukuro. Als componist focuste hij zich op de elektronische en koormuziek. 

## Composities

### Werken voor orkest
- Concert, voor piano en orkest
- Orion, voor synthesizer en orkest

### Vocale muziek

#### Werken voor koor
- Bride of the snake, suite voor vrouwenkoor
- Flight, voor gemengd koor
- Group in the Moonlight, voor mannenkoor
- Kaeru no uta, voor mannenkoor - tekst: Shinpei Kusano
- Song of frog, suite voor mannenkoor

#### Liederen
- 1970 Tanabata, drie nocturnes voor sopraan en orkest
- 1963 Banka, drie elegieën voor sopraan en orkest - tekst: Japanse poëzie vanuit de 7e en 8e eeuw
- 1993 Fünf Lieder, voor zangstem en piano - tekst: naar gedichten van Friedrich Hölderlin
- Elegy, voor sopraan en orkest

### Elektroakoestische werken
- A thread of spider, voor spreker en elektronica
- Elektronische symfonie nr. 1
- Elektronische symfonie nr. 2
- Elektronische symfonie nr. 3
- Elektronische symfonie nr. 4
- Elektronische symfonie nr. 5

- Bibliothèque nationale de France: cb16769661g (data)
- Gemeinsame Normdatei: 1145998909
- International Standard Name Identifier: 0000 0003 8022 7020
- Library of Congress Control Number: n93026215
- MusicBrainz: 5245bda0-2dc1-465a-b2a7-f9c35d7538e0
- Bibliotheek van het Japanse parlement: 00710948
- Virtual International Authority File: 38582503